# احتجاجات على الاستجابات لوباء COVID-19
احتجاجات على الاستجابات لوباء COVID-19
كانت هناك احتجاجات ومظاهرات من جميع أنحاء العالم ضد الاستجابة لوباء فيروس كورونا المستمر من قبل الهيئات الحكومية. هذه الاحتجاجات تشبه حركة رابطة مكافحة القناع في سان فرانسيسكو التي شوهدت خلال جائحة عام 1918 , حيث دفع الناس لتخفيف القيود كما فعلت الحالات. هذه الاحتجاجات منفصلة عن الإضرابات المختلفة التي حدثت أيضا ً.

## أفريقيا

### ساحل العاج
دمر المتظاهرون مركز اختبار الفيروسات التاجية في أبيدجان.

## آسيا

### الصين
احتج أصحاب المتاجر الصغيرة على استمرار رسوم الإيجار خارج متجر جراند أوشن متعدد الأقسام في ووهان، ورددوا:«الإيجار المعفى لمدة عام أو رد الإيجار». ثم نشر مقاطع فيديو من المظاهرة في منصة التواصل الاجتماعي سيناويبو ولكن تكت مراقبتها بسرعة.
تم القبض على امرأة واجهت اتهامات جنائية بعد محاولتها جمع حوالي 100 شخص للاحتجاج على سوء الإدارة والأحكام المبالغ فيها خلال فترة الإغلاق. وقد اتُهمت «باختيار المشاجرات وإثارة المشاكل» وهي جريمة تستخدم عادةً لاحتجاز المعارضين والناشطين الاجتماعيين.

### باكستان
تم اعتقال العشرات من الأطباء في كويتا بعد أن احتجوا على نقص معدات السلامة التي حصلوا عليها لمكافحة انتشار المرض. احتج المئات من العمال على تسريحهم من العمل بسبب هذا الوباء من خلال التجمع خارج أماكن عملهم القديمة في جميع أنحاء مدينة كراتشي. واحتج أولياء أمور الطلاب الذين كانوا يدرسون بالخارج في مقاطعة هوبي الصينية على قرار الحكومة بترك أولادهم في المنطقة في فبراير 2020 .

### الهند
بعد الإعلان المتلفز الذي أصدره رئيس الوزراء ناريندرا مودي عن تمديد فترة الإغلاق حتى 3 مايو على الأقل، استخدمت الشرطة العصي لتفريغ العمال المهاجرين المحتجين في مومباي. وتجمع الآلاف من العمال المهاجرين العاطلين عن العمل في محطات السكك الحديدية وكانوا يطالبون بالسماح لهم بكسر الإغلاق للعودة إلى ديارهم. وشهد العمال احتجاجات مماثلة في أنحاء أخرى من البلاد، والذين زعموا أنهم لم يتلقوا أي مساعدات وعدت الحكومة بتقديمها لهم خلال فترة الإغلاق.

### إسرائيل
انخرط آلاف الإسرائيليين في التباعد الاجتماعي أثناء تجمعهم للاحتجاج على الإجراءات المعادية للديمقراطية التي يعقدها رئيس الوزراء بنيامين نتنياهو في البلاد. كان العديد منهم متورطين في حركة العلم الأسود التي سمحت لها الشرطة بالاحتجاج إذا كانوا يقفون على بعد ستة أقدام ويرتدون الأقنعة. وكان الاحتجاج سابقا قد شهد خروج المتظاهرين إلى القدس للاحتجاج على الإجراءات المناهضة للديمقراطية. شوهدت مظاهرة أخرى في حي ميا شعاريم بالقدس الأرثوذكسية مع رجال وشباب يقذفون الحجارة على الشرطة قبل إلقاء القبض عليهم.

### العراق
اقترنت الاحتجاجات ضد الإغلاق بالاحتجاجات المستمرة ضد الحكومة الحالية والعنف القائم على الإناث داخل البلاد.

### لبنان
جادل العديد من المتظاهرين من أجل التخفيف النقدي من البلدان المتداعية الاقتصاد بعد أسابيع من الإغلاق.
توفي متظاهر واحد على الأقل بعد أن استخدم الجنود الغاز المسيل للدموع والهراوات والرصاص الحي لتفريغ متظاهرين في طرابلس كانوا يرممون قنابل حارقة. تجمع المتظاهرون أيضاً في بيروت خارج البنك المركزي وألقوا الحجارة على المبنى، واستولوا على الطرق الرئيسية حيث ادعوا أنه لم يتم القيام بما يكفي لحماية الاقتصاد والفئات الأكثر تضرراً من الناحية الاقتصادية.

### روسيا
قامت قوات الأمن بتفريق تجمع من حوالي 2000 شخص يحتجون على إغلاق في فلاديكافكاز، مع بعض المعتقلين والمنظم يعتقد أنه اعتقل قبل الحدث. استخدم بعض المتظاهرين وسائل التواصل الاجتماعي الخاصة بهم لنشر مقاطع فيديو حول مطالبهم ضد الإغلاق، مع ذكر جملة واحدة «اليوم، تحت ذريعة الفيروس التاجي، الذي لا وجود له، يتم دفع الناس إلى العبودية، وهم يحاولون فرض السيطرة الكاملة على كل واحد منا».

## أوروبا

### فرنسا
شهدت ضواحي باريس فيلنوف لا جارون أعمال شغب منذ حادث 18 أبريل الذي اصطدم فيه سائق دراجة نارية بمركبة شرطة مفتوحة لا تحمل علامات، والتي نمت من الشرطة الثقيلة ونمت لتشمل قضايا حول سياسات الإغلاق.أفاد الكثيرون أنه في الأحياء الفقيرة يصعب اتباع السياسات بسبب الازدحام الشديد وتسبب تأثير على الأحياء أكبر من التأثير على أثرياء الباريسيين. ومنذ ذلك الحين شهدت مظاهرات في ضاحية هوت دو سين، تولوز، ليون، ستراسبورغ وغيرها من المدن الفرنسية.

### ألمانيا
تجمع حوالي 1000 شخص في برلين بالقرب من مسرح Volksbuhne , واحتج مئات آخرين في شتوتغارت في 26 أبريل، ليوم السبت الرابع على التوالي من الاحتجاجات. كانوا يحتجون على إجراءات الإغلاق الحكومية، وقاموا بتوزيع الصحف التي تشكك في الحاجة إلى الإغلاق وتزعم أن الوباء كان محاولة للاستيلاء على السلطة من خلال الخوف. تم اعتقال أكثر من 100 متظاهر معارض للإغلاق في وسط برلين في 26 أبريل.

### إيطاليا
تولى رجال الدين الكاثوليك في إيطاليا نشر رسائل فيديو استجابةً لسياسات الإغلاق وسياسات إعادة الفتح التي تم ادخالها ببطء في إيطاليا مع انخفاض معدلات الإصابة بالوباء. ادعى جيوفاني ديركول، أسقف أسكولي بيتشينو في منطقة ماركي، في مقطع فيديو أن عجز المؤسسات الدينية عن إقامة خدمات خارج الجنازات كان مثل الديكتاتورية.

### بولندا
تجمع المئات من المتظاهرين في بلدة زغورزيليك الحدودية البولندية للاحتجاج على قوانين الإغلاق، وتم تنظيم الاحتجاج على وجه التحديد على جسر المشاة الذي يربط زغورزيليك وبلدة جورليتز الألمانية حيث عاش الكثيرون في بولندا لكنهم عملوا في ألمانيا. احتج الكثيرون على عدم القدرة على عبور حدود البلدان حيث كانوا يعيشون في بلد مختلف عن مكان عملهم، وشوهدت احتجاجات مماثلة في المدن الحدودية على طوال الحدود البولندية الألمانية والحدود البولندية التشكيلية.

## أمريكا الشمالية

### كندا
في كندا بدأت الاحتجاجات في 19 أبريل في فانكوفر كما كانت هناك احتجاجات في تورونتو، ادمونتون وأوتاوا. وفي 21 أبريل، ذُكر أن السجناء في سجن ساسكاتشوان ساسكاتشوان كانوا يحتجون على القيود المفروضة عليهم رداً على COVID-19

### الولايات المتحدة
اعتباراً من منتصف أبريل 2020 , كانت هناك احتجاجات في العديد من الولايات الأمريكية ضد عمليات الإغلاق التي تفرضها الحكومة استجابة لوباء الفيروس التاجي في الولايات المتحدة. واحتجاجات نُظمت في الغالب من قبل الجماعات في المحافظة والأفراد. انتقدوا الأثر الاقتصادي والاجتماعي لأوامر البقاء في المنزل، وإغلاق الأعمال التجترية، وتقييد الحركة الشخصية وتكوين الجمعيات، وطالبوا بإعادة فتح الدولة. صنعت الاحتجاجات أخباراً دولية وأدن على نطاق واسع انها غير آمنة وغير حكيمة. تراوح حجمها من بضع مئات من الأشخاص إلى عدة آلاف، وانتشر على وسائل التواصل الاجتماعي بتشجيع من الرئيس الأمريكي دونالد ترامب.
كانت إحدى الاحتجاجاات الأولى في ميشيغان. تم تنظيمه عبر مجموعة فيسبوك تسمى عملية Gridlock , التي أنشأتها مؤسسة حرية ة ميشيغان، وتحالف ميشيغان المحافظ. شجع متحدث باسم تحالف محافظة ميشيغان المجموعات في الولايات الأخرى على نسخ صياغة وقوالب Gridlock .
قال المتظاهرون في العديد من الولايات الأخرى أنهم قد ألهموا من قبل ميشيغان، واستخدموا مواد ميشيغان على مواقعهم الالكترونية، مجموعات الفيسبوك وصفحات ديتا للترويج لاحتجاجاتهم.
لفت محافظ ميشيغان جريتشين ويتمان الانتباه إلى حقيقة أن صندوق حرية ميشيغان ممول جزئياً من قبل عائلة ولكن لا علاقة لهذه العائلة بالاحتجاجات.
رفضت حملة ترامب الإجابة عما إذا كانت متورطة بشكل مباشر في تنظيم الاحتجاج في ميشيغان، لكن منظمي الاحتجاج الرئيسيين الذين عرفوا أنفسهم هم ميشاون مادوك زوجة ممثل الدولة الجمهوري مات مادوك وعضو المجلس الاستشاري الوطني المرأة من أجل ترامب، وماريان شيريدان نائب رئيس حزب ميشيغان الجمهوري.
تم تنظيم الاحتجاج في ولاية واشنطن من قبل حزب جمهوري بالمقاطعة، ويشمل المتحدثون ثلاثة مشرعين من العامة في الولاية. 'فريدوم ووركس" هي مجموعة مناصرة محافظة مرتبطة بحركة حزب الشاي، نشرت دليل تخطيط "إعادة فتح أمريكا" "ReOpenAmerica".
عارض المتظاهرون أوامر الحماية في ولايتهم لأسباب مختلفة. قال الكثيرون أنهم يريدون إعادة فتح الأعمال حتى يتمكنوا من العودة إلى وظائفهم. عرض آخرون لافتات واشارات وقبعات المؤيدة لترامب. وأصر آخرون على أن عمليات الإغلاق تمثل انتهاكاً لحقوقهم الدستورية. وقال أحد قادة الميليشيات لأحد المراسلين " أعيدوا فتح ولايتنا أو سنعيد فتحها بأنفسنا. كان الغضب الذي يقود الاحتجاجات يسمى "حقيقياً ومصنعاً " مع مجموعات محافظة – عبر منظمة مركزية تشارك في التنجيم تدعمها جهات مانحة مجهولة.
كانت الاحتجاجات التي أعيد فتحها صغيرة بشكل عام، مع بعض المئات من المحتجين. شمل المتظاهرون أناس عاديين، لكن أيضاً جماعات حقوقية متطرفة بما فيهم أولاد فخورين وحركة الميليشيات المسلحة. كان هناك عدد كبير من المدافعين عن «مناهضة التقصير» حضروا أيضاً، وأحياناً برفقة أطفالهم. بن وكريس وآرون، ثلاثة أخوة ناشطون في مجال حقوق البنادق من نورثفيلد، مينيسوتا، هم المنظمون للاحتجاجات في العديد من ولايات الغرب الأوسط.

### الرد
في 16 أبريل، أصدر الرئيس دونالد ترامب مبادئ توجيهية لكيفية التخلص التدريجي من القيود، قائلاً أن الحكام سيقررون كيفية إعادة فتح ولايتهم الخاصة واقترح نهج حذر من ثلاث مراحل. في اليوم التالي رد على الاحتجاجات ضد القيود الاجتماعية من خلال تشجيع الاحتجاجات، حيث غرد «ليبراتي ميتشيغان !» و «ليبراتي مينيسوتا!» في حين أن معظم الاحتجاجات جرت في ولايات مع حكام جمهوريين، إلا أن ترامب سلط الضوء فقط على تلك الموجودة في ولايات حكام ديمقراطيين. واصل ترامب تشجيعه على تحدي المتظاهرين لأوامر الفصل الاجتماعي بالقول؛ «يبدو أنهم مسئولون للغاية بالنسبة لي». ستيفن مور، عضو يميني في مجلسه الاقتصادي، أذكى المشاعر العرقية بمقارنة المتظاهرين بروزاباركس. ارتبطت العنصرية بالاحتجاجات.
في 20 أبريل 2020 , أعلن فيسبوك أنه يحظر الأحداث والرسائل من الجماعات الاحتجاجية المعارضة للحجر الصحي " عندما لا تتبع التجمعات المعايير الصحية التي وضعتها الحكومة وبالتالي فهي غير قانونية. حكام ولاية نيوجيرسي ونبراسكا يقولون بأنهم لم يطلبوا الفيسبوك لإنزال المشاركات. يبدو أن الشركة تفعل ذلك بمحض إرادتها، لكن دونالد ترامب , الابن يدعي أنهم: يتواطئون مع حكومات الولايات لإلغاء حرية التعبير.

### حكومات الولايات
إتهم الحاكم جاي إنسلي الرئيس " بإثارة التمرد الداخلي " بهذه التغريدات:" إن تصريحات الرئيس هذا الصباح تشجع على أعمال غير قانونية وخطير. إنه يعرض الملايين من الناس لخطر الإصابة ب فيروس كورونا. في هذا الأسبوع بعد ذلك بيومين، قال إنسلي إن دعوة الرئيس لتجاهل ارشادات فريقه كانت " مصابة بالفصام ".
عندما سُئل عما إذا كان هناك حق أساسي للذهاب إلى العمل، شجع حاكم نيويورك أندرو كومو المتظاهرين على الحصول على وظيفة أساسية.
رد حاكم ولاية كارولينا الشمالية، روي كوبر، على أول احتجاج في ولايته قائلاً:" يريد بعض الأشخاص مجو هذه القيود تماماً. ستكون كارثة. والأرقام واضحة جدا أن التدخلات التي دخلنا فيها – التجمعات الاجتماعية والقيود في الحانات والمطاعم، والبقاء في المنزل – هذه الإجراءات تجدي نفعاً.

## أمريكا الجنوبية

### البرازيل
في يوم 19 أبريل، يوم القوات المسلحة البرازيلية، تجمع الرئيس اليميني جاير بولسونارو مع حوالي 600 متظاهر أمام مقر الجيش في برازيليا للمطالبة «بالتدخل العسكري» في التعامل مع وضع الفيروس التاجي . احتجاجات أصغر تدعو حكام للاستقالة وقعت في اليوم السابق في ريو دي جانيرو، ساو باولو وبرازيليا .